# بي.إي.بي
بي أي بي 비에이피 هي فرقة فتيان كورية جنوبية مكونة من 6 أعضاء تم ترسيمهم في سنة 2012 من قبل شركة تي إس إنترتينمنت وهي نفسها الشركة التي ترعى سيكرت "فرقة كورية نسائية", قبل الترسيم الأساسي ظهر منها عضوين فقط هم بانغ يونغ قوك وزيلو "جيلو" وظهور خاص لبانغ يونغ قوك مع سونغ جيون عضوة سيكرت في أغنيتها "going crazy" وأيضا له أغنية منفردة خاصة أسمها "I Remeber" بمشاركة يانغ يوسوب عضو فرقه بيست, وأيضا ظهر العضو هيمتشان ك مقدم للبرامج".

## أعضاء الفريق
- كيم هيمتشان (kim himchan)
- جونغ ديهيون (jung daehyun)
- يوو يونقجاي (yoo youngjae)
- موون جونغ اب (moon jungup)
- زيلو (choi jun hong)

سابقون: 
- بانغ يونقوك (bang yong guk)

## روابط خارجية
- بي.إي.بي على موقع ميوزك برينز (الإنجليزية)
- بي.إي.بي على موقع ميوزك برينز (الإنجليزية)
- بي.إي.بي على موقع أول ميوزيك (الإنجليزية)
- بي.إي.بي على موقع ديسكوغز (الإنجليزية)
- (بالكورية)
- (باليابانية)